# جيروم أوبوكو
جيروم أوبوكو (بالإنجليزية: Jerome Opoku)‏ هو لاعب كرة قدم بريطاني في مركز الدفاع، ولد في 1998 في ميتشام في المملكة المتحدة. لعب مع نادي فولهام.

## وصلات خارجية
- جيروم أوبوكو على موقع الاتحاد الأوربي (الإنجليزية)
- جيروم أوبوكو على موقع قاعدة بيانات كرة القدم.إي يو (الإنجليزية)
- جيروم أوبوكو على موقع Soccerway.com (الإنجليزية)